# Рудолф Каргус
Рудолф „Руди“ Каргус (на немски: Rudolf „Rudi“ Kargus) е бивш германски футболен вратар, роден на 15 август 1952 г. във Вормс.
Каргус има общо 408 мача в Първа Бундеслига за отборите на Хамбургер, 1. ФК Нюрнберг, Карлсруе и Фортуна Дюселдорф, както и 19 в Втора Бундеслига за Нюрнберг и Карлсруе. В края на кариерата си резерва на Бодо Илгнер в Кьолн.
Каргус държи рекорда за най-много спасени дузпи в Бундеслигата – 24.
За Германия има три мача и е част от отбора на Евро 1976 и СП 1978.
След като приключва активната си състезателна кариера той работи като треньор на вратари, а от 1996 започва да рисува, като основна тема на избожбите му е футболът.

## Успехи
Национален отбор
- 1 х европейски вицешампион: 1976

„Хамбургер“
- 1 х носител на КНК: 1977
- 1 х финалист за КЕШ:1980
- 1 х шампион на Германия: 1979
- 2 х вицешампион на Германия: 1976 и 1980
- 1 х носител на Купата на Германия: 1976
- 1 х финалист за Купата на Германия: 1974

„Нюрнберг“
- 1 х финалист за Купата на Германия: 1982

„Кьолн“
- 2 х вицешампион на Германия: 1989 и 1990